# 痛いくらい君があふれているよ
「痛いくらい君があふれているよ」（いたいくらいきみがあふれているよ）は、ZARDの30作目のシングル。

## 背景
ZARD最後の8cmシングルとなった作品で、ベストアルバムにもセレクションアルバムにも収録されていないシングル曲のひとつ。
表題曲は、『ネスカフェ モーメント』のCMソングに起用された。
「痛いくらい君があふれているよ」のオリジナルカラオケが終わった後、シークレットトラックとしてもう一曲追加されている。

## 制作

### 痛いくらい君があふれているよ
ZARDの楽曲で唯一のラップがメインの楽曲である。歌詞はラブソングになっており、当初の仮題は「Love & Peace」。
元々は前作「世界はきっと未来の中」のc/wとして収録予定だったが、タイアップが決定したことから30thシングルとして発売された。
4D-JAMのメンバーがレコーディングに参加している。

### 痛いくらい君があふれているよ (Re-Mix)
ブラスが多用され、途中のラップが外国人の声になっている。

## ディスクジャケット
ジャケット写真の坂井の右足首の白いものは湿布である。これは、撮影中に坂井が足を捻挫してしまったため足に湿布を貼っての撮影となった。

## 記録
「負けないで」以来、24作連続TOP3入りを果たしていたが、本作は初登場5位と6年8ヶ月ぶりに記録が途絶えた。

## 収録曲
1. 痛いくらい君があふれているよ
作詞：坂井泉水
作曲・編曲：シオジリケンジ
2. 痛いくらい君があふれているよ (Re-Mix)
リミックス：FAST ALVA and ME-YA
3. 痛いくらい君があふれているよ（オリジナルカラオケ）
  - この曲の後にシークレットトラック（M-1の別Mix）が追加されている。

## 収録アルバム
- 時間の翼（#1）
- ZARD SINGLE COLLECTION 〜20th ANNIVERSARY〜（#1,2）